# ルドルフ・ヴァレンティノ
ルドルフ・ヴァレンティノ（Rudolph Valentino、本名：Rodolfo Alfonso Raffaello Piero Filiberto Guglielmi di Valentina d'Antoguolla、1895年5月6日 - 1926年8月23日）は、サイレント映画時代のハリウッドで活躍したイタリア出身の俳優である。

## 生涯

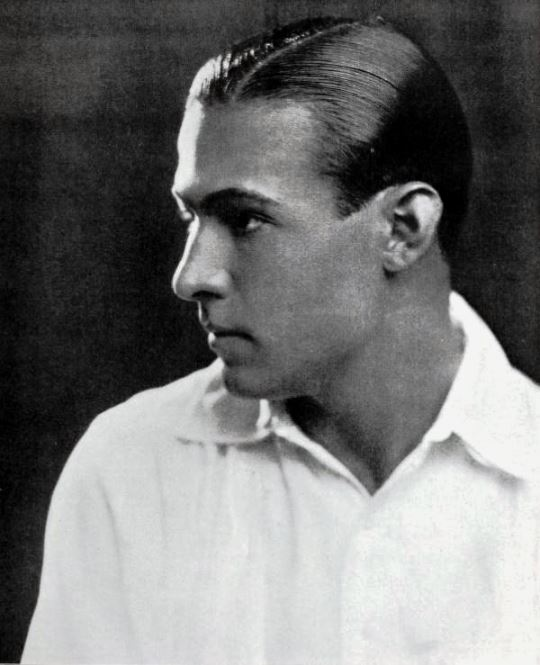
1924年2月9日『Universal Weekly』誌のヴァレンティノ

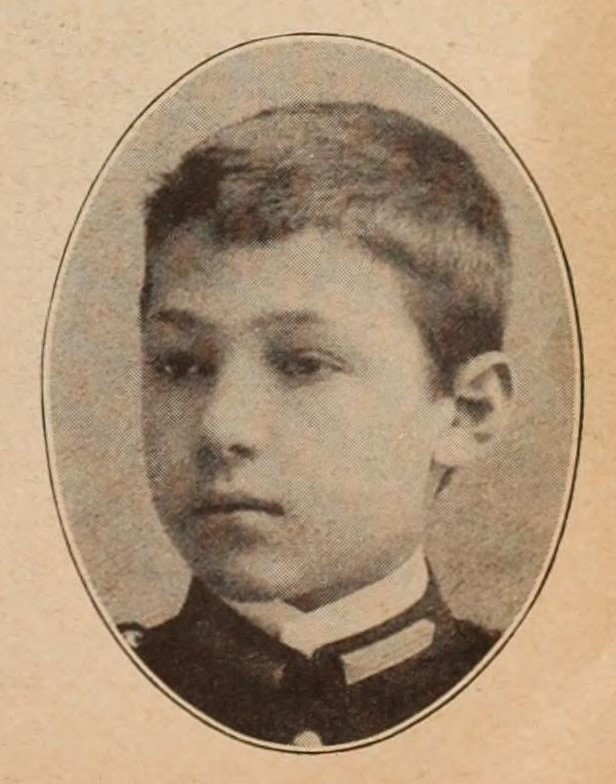
少年時代のヴァレンティノ（1923年1月1日『Photoplay』誌掲載）

イタリア南部のプッリャ州カステッラネータでイタリア人の父親とフランス人の間に生まれた。父親は彼が11歳の時にマラリアで亡くなった。15歳で軍隊に入ろうとするが、胸囲が1インチ足りず、身体検査で不合格となる。結果的にジェノヴァで農学を学んだ が、後にフランスに渡りパリでダンサーとして働くようになった。
1913年に、友人の勧めによってアメリカのニューヨークに渡る。はじめは生活のために様々な仕事をしていたが、ボールルーム・ダンサーとしての仕事を得て、アルゼンチン・タンゴの名手として有名になった。当時、食事や踊りが楽しめるナイトスポットとして人気のあったNYのミュージックホール『マキシム』に専用のダンスルームを持ち、女性客相手のタクシー・ダンサーとして生計を立てていた。のちに発砲事件に巻き込まれ、ニューヨークを離れる。これは、ルドルフのダンス・パートナーと不倫関係にあった男性が、彼自身の妻に撃たれるというものだった。
1917年にハリウッドに移り、映画『Alimony』にダンサーとして出演。その後数多くのサイレント映画に端役で出演。1919年には女優のジーン・アッカーと結婚するも、彼女はレズビアンであり関係は長く続かなかった。
そんなある日、脚本家のジューン・マシスの目に留まり、彼女の推挙によりレックス・イングラム監督の『黙示録の四騎士』にアルゼンチン人役で出演、一躍スターとなる。それを見たアラ・ナジモヴァに気に入られ、彼女の主演作『椿姫』に相手役として出演。

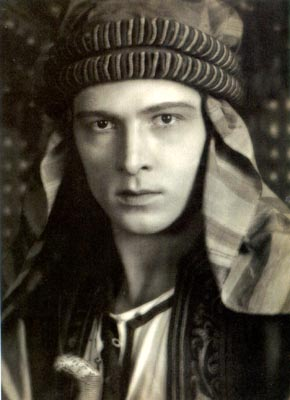
『シーク』（1921年）のヴァレンティノ
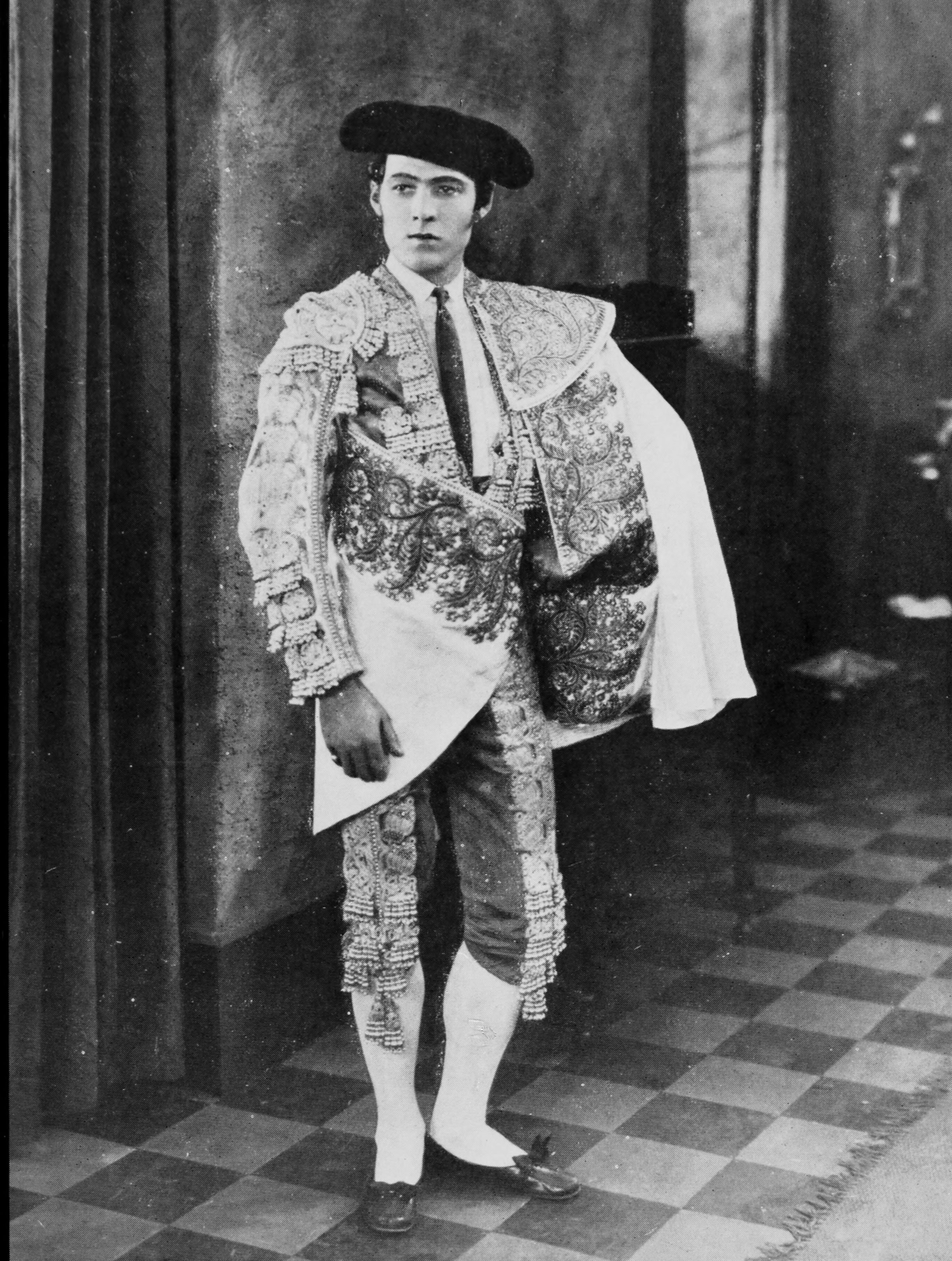
『血と砂』（1922年）ファン・ガラルド役
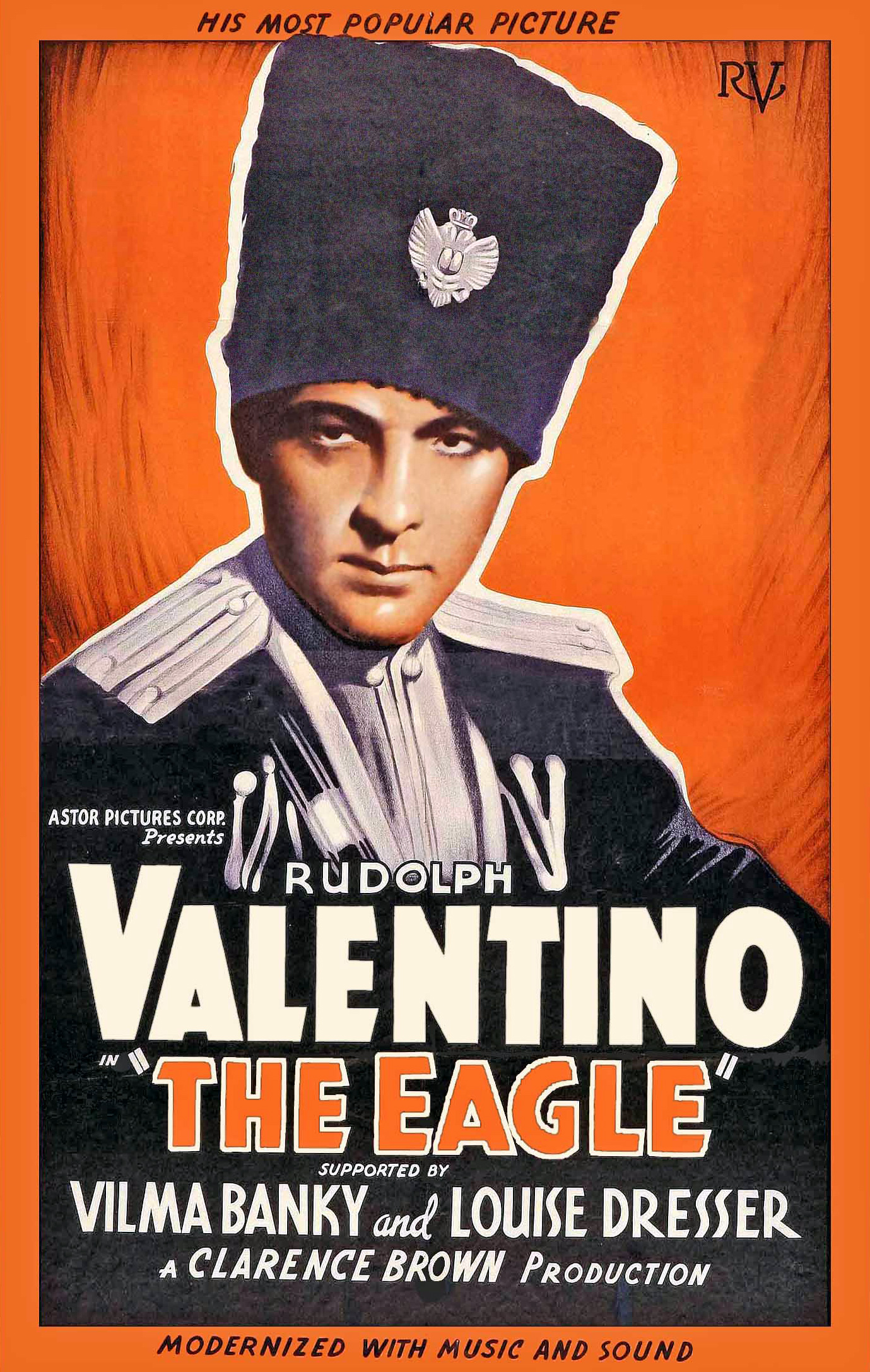
『荒鷲』（1925年）ポスター

彼の魅力はそのエキゾチックな容姿で、『シーク』ではアラブ系の族長を、『血と砂』ではスペイン人の闘牛士を、『荒鷲』ではロシア人の貴族を演じ、同時代のセックス・シンボルとして絶大な人気を誇った。当時、劇場に出かける女性の多くが「彼がスクリーンから見つめる」という理由で綺麗に化粧をしていったという。

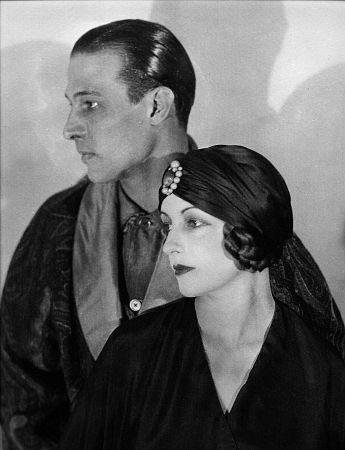
2番目の妻ナターシャ・ランボヴァと（1924年）

1922年に『椿姫』の美術監督だったナターシャ・ランボヴァと再婚する。前妻との離婚が成立していなかったため重婚罪に問われ拘留されるが、翌年に正式に結婚した。しかし彼女は次第にルドルフの仕事に口出しをするようになり、それが元でパラマウントと揉めて映画出演を2年間止められた。この間、ルドルフは化粧品会社に名前を貸したり、ダンスツアーを行なった。1925年にナターシャと離婚し、ポーランド出身の女優ポーラ・ネグリと交際を始める。

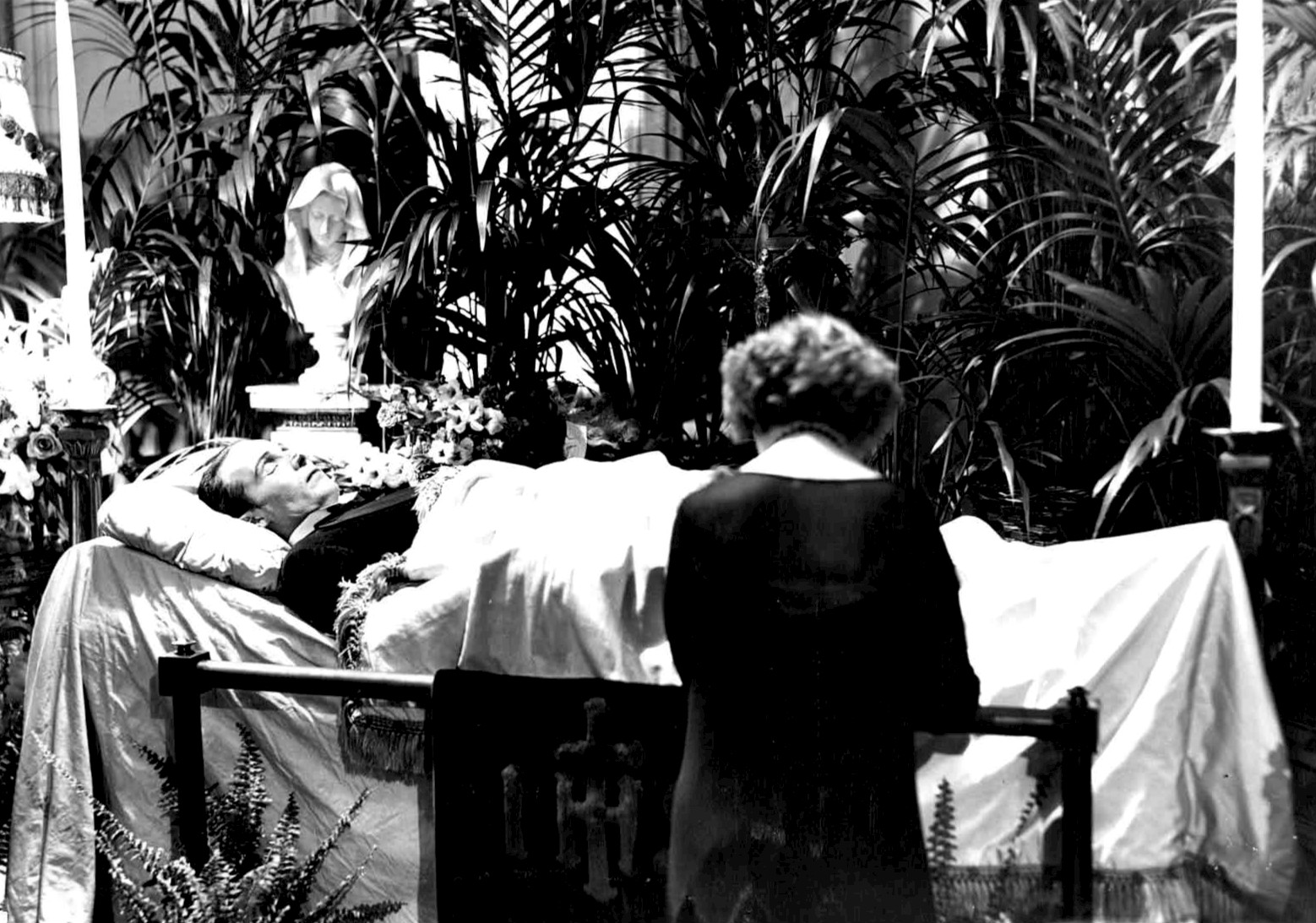
安置されたヴァレンティノの遺体

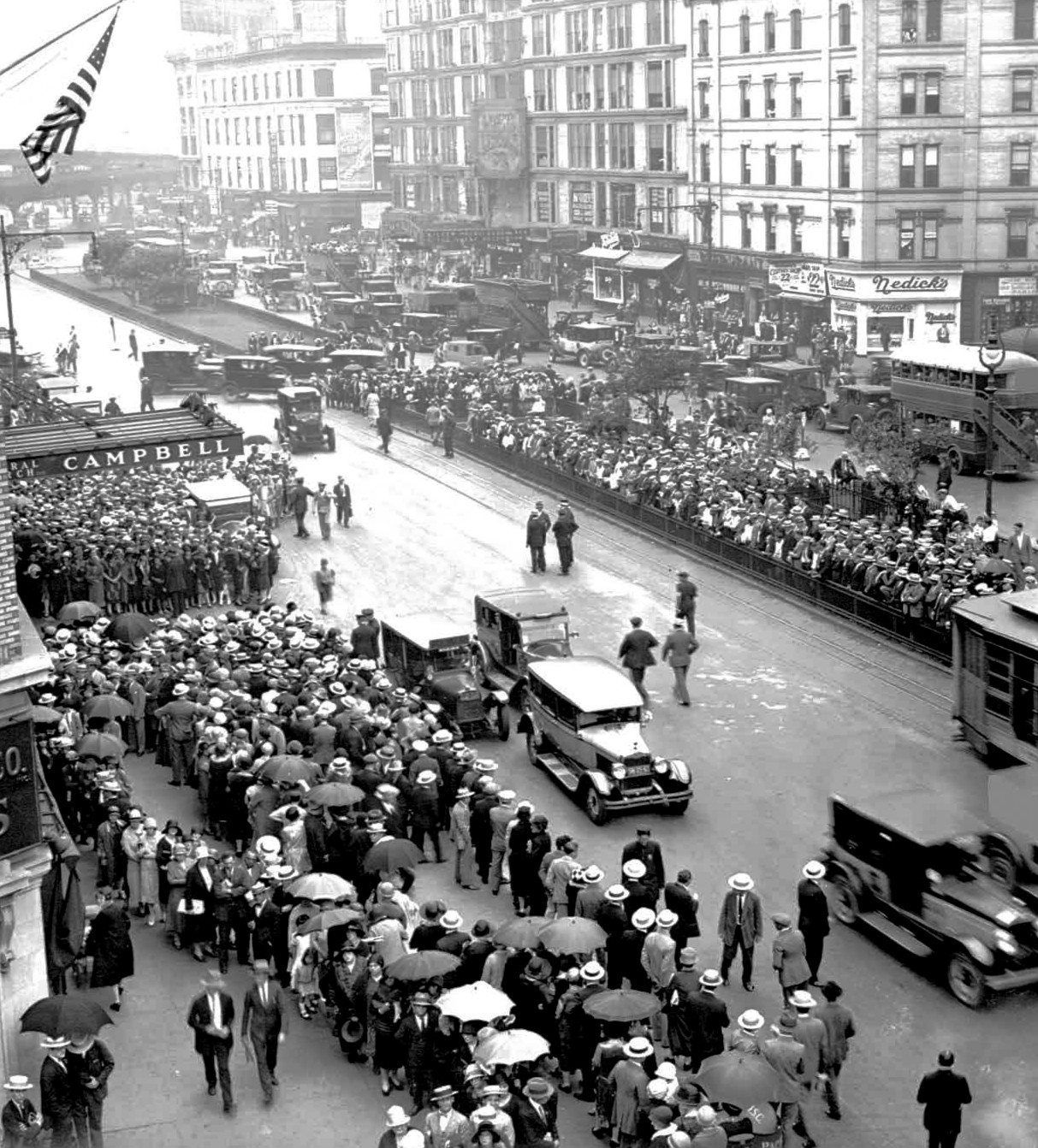
葬儀の群衆（1926年8月ニューヨーク、フランク・E・キャンベル葬儀場）

1926年、胃潰瘍で突然倒れ直ちに手術が行われたものの、術後に腹膜炎を併発し31歳で死去。葬儀の際には10万人のファンがあつまり、後追い自殺するものまで出たという。彼がスターであったのは実質5年間であった。
彼の死後も毎年、命日になると花をささげに来る黒衣の美女が目撃されている。当初はプレス・エージェントが宣伝のために行ったようだが、以後はそれを模倣する者が行っている。

## 主な出演作品
| 公開年 | 邦題 原題                                          | 役名                               | 備考 |
| ------ | -------------------------------------------------- | ---------------------------------- | ---- |
| 1919   | 可愛い小悪魔 The Delicious Little Devil            | ジミー                             |      |
| 1919   | 黎明 The Big Little Person                         | アーサー                           |      |
| 1920   | 情熱の楽園 Passion's Playground                    | Prince Angelo Della Robbia         |      |
| 1920   | 凡ての女に一度 Once to Every Woman                 | ジュリアンティーモ                 |      |
| 1921   | 黙示録の四騎士 The Four Horsemen of the Apocalypse | フリオ・デノワイエ                 |      |
| 1921   | 征服の力 The Conquering Power                      | チャールズ                         |      |
| 1921   | 椿姫 Cammile                                       | アルマン・デュヴァル               |      |
| 1921   | シーク The Sheik                                   | シーク＝アーメッド・ベン・ハッサン |      |
| 1922   | 海のモーラン Moran of the Lady Letty               | ラモン・ラレド                     |      |
| 1922   | 巨巌の彼方 Beyond the Rocks                        | ヘクター・ブラコンデール           |      |
| 1922   | 血と砂 Blood and Sand                              | フアン・ガラード                   |      |
| 1922   | ヤング・ラジャー The Young Rajah                   | エイモス・ジャッド                 |      |
| 1924   | ボーケール Monsieur Beaucaire                      | ボーケール                         |      |
| 1924   | 情熱の悪鬼 A Sainted Devil                         | ドン・アロンゾ・カストロ           |      |
| 1925   | 荒鷲 The Eagle                                     | ウラジミール・ドブロブスキー       |      |
| 1925   | コブラ Cobra                                       | ロドリゴ・トリアーニ伯爵           |      |
| 1926   | 熱砂の舞 The Son of the Sheik                      | アーマド/シーク（二役）            |      |

## その他
その美貌を買われ、日本では丹頂（今のマンダム）が当時発売していた「丹頂ポマード」の広告モデルに起用したことがある。
2004年、グロリア・スワンソンとの唯一の共演作でありながら長く失われてきた『巨巌の彼方』のポジフィルムが完全な形でオランダで発見され、修復された。

## 伝記作品
1977年、ケン・ラッセル監督により伝記映画『バレンチノ』（DVD題は『ヴァレンティノ』に変更され2009年9月に発売）が製作されている。
1986年、宝塚歌劇団が「ヴァレンチノ」を上演。大幅な脚色がなされており、ヒロインは彼の妻ナターシャではなくシナリオライターのジューンである。1992年、2011年に再演されている。